# Piper heterocarpum
Piper heterocarpum är en pepparväxtart som beskrevs av William Trelease. Piper heterocarpum ingår i släktet Piper och familjen pepparväxter. Utöver nominatformen finns också underarten P. h. subglabricaule.